# Brumptomyia troglodytes
Brumptomyia troglodytes är en tvåvingeart som först beskrevs av Lutz A. 1922.  Brumptomyia troglodytes ingår i släktet Brumptomyia och familjen fjärilsmyggor. Inga underarter finns listade i Catalogue of Life.